# Daniel Peter
Daniel Peter (Moudon, Vaud kanton, 1836. március 9. – Vevey, 1919. november 4.) svájci csokoládékészítő. Ő találta fel a tejcsokoládét 1875-ben. Gyertyaöntőként kezdte pályafutását a szülővárosához közeli Veveyben, de a gyertyák iránti kereslet az olajlámpák megjelenésével visszaesett. Ekkor váltott át az édesiparra.
Amikor Daniel Peter feltalálta a tejcsokoládét, legfőbb gondja az volt, hogyan távolítsa el a tejből a vizet, ami penészedést okozott. Hét évig dolgozott rajta, végül az akkor bébiételgyárosként dolgozó Henri Nestlé segítségével sikerült piacképessé tennie termékét.